# 蕃茄 (韓國電視劇)
《汉城奇缘》又名《忽然情人》是韩国都市爱情偶像剧，由SBS电视台出品。金喜善、金锡勋等主演，张基洪执导。于1999年4月21日在韩国首播。
该剧讲述在汉城打拼的皮鞋设计师李汉妮与律师车胜俊之间的爱情故事。

## 剧情介绍
在汉城打拼的李汉妮（金喜善饰）是一个自力更生，每一个困难都会全力解决的皮鞋设计师。拥有以人为本的超凡设计能力。她与中学同学尹世兰是同事，也是设计同行的劲敌。但是汉妮根本不知道世兰一直妨忌自己的能力，以及为了能得到车胜俊（金锡勋饰）的欢心，机关算尽，谎言连篇的陷害自己。 令人安慰的是，胜俊自始至终一直被汉妮那份纯真动人的性格所吸引而从未改变。

## 主要演员
- 金喜善 飾演 李汉妮

做为彗星制鞋会社设计师，金喜善在剧中善良，单纯，美丽，依然是以“公主”形象出演。但是总是受到尹世兰的妒忌和暗算。
- 金锡勋 飾演 车胜俊

金锡勋在剧中饰演的是一位斯文而富有正义感的律师，也是彗星制鞋会社总经理的独生子。他对汉妮的感情始终如一。他之所以多次帮助世兰，是因为他误把世兰当做当初救他的人。世兰为了能和总经理的独子车律师在一起，多次离间他们。
- 金相中 飾演 车启俊

金相中饰演承俊的堂兄、 企业家车启俊。 对于世兰，他一直深爱而从未变过心。
- 金志映 飾演 尹世兰

尹世兰外表上温柔，善良，礼貌，但是内心一直是妒忌、谎言、是非、野心相伴。虽然在事业上处处竞争的她有着很好的设计能力，但是能力中缺乏以人为本的理念，使得多次失败给汉妮。

## 外部連結
- 官方网站－緯來電視（繁體中文）